# Burumba
Burumba (ou Baromba, Boromba) est un village du Cameroun situé dans la commune de Toko, une des 9 communes du département du Ndian de la Région du Sud-Ouest. Le village se situe à 1 532 m d'altitude, proche du parc national de Korup.

## Population
Selon le recensement de 2005, le village compte 19 habitants qui font partie du groupe ethnique des Batanga.